# The Road Goes Ever On
Vous lisez un « bon article » labellisé en 2012.
The Road Goes Ever On est un cycle musical composé par le musicien britannique Donald Swann sur des textes de l'écrivain de fantasy J. R. R. Tolkien. Il s'agit d'une adaptation de huit poèmes de Tolkien : sept tirés du Seigneur des anneaux et un tiré des Aventures de Tom Bombadil. Le titre du cycle, qui est destiné à être joué dans l'ordre, est également celui de sa première chanson (« La route se poursuit sans fin » dans la traduction française du Seigneur des anneaux).
Le cycle est paru sous forme de livre de partitions en 1967, avec des commentaires linguistiques de Tolkien sur les deux poèmes en langues elfiques qu'il comprend, Namárië et A Elbereth Gilthoniel. La même année est sorti le 33 tours Poems and Songs of Middle Earth, qui comprend une interprétation complète du cycle par Swann et le baryton William Elvin.
The Road Goes Ever On a connu deux rééditions, en 1978 et 1993. Chacune comprend une chanson supplémentaire.

## Histoire

### Origines et première édition
Le 8 mars 1965, le compositeur britannique Donald Swann écrit une lettre à la maison d'édition de Tolkien, George Allen & Unwin. Il souhaite leur avis et leur permission au sujet des musiques qu'il a écrites quelques mois auparavant, lors d'un séjour à Ramallah, pour accompagner six poèmes du Seigneur des anneaux : « La route se poursuit sans fin », « Dans l'âtre, le feu est rouge », « Assis près du feu, je pense », « Dans les saussaies de Tasarinan », « O Orofarnë, Lassemista, Carnimirië » et « Dans les pays de l'Ouest ». Ni l'auteur, ni l'éditeur n'élèvent d'objection, et le 30 mai, Swann et sa femme rendent visite aux Tolkien à Oxford. À cette occasion, Swann interprète ses compositions pour Tolkien : entre-temps, il a rejeté son adaptation de « O Orofarnë, Lassemista, Carnimirië », qu'il juge trop proche du Dido and Æneas de Henry Purcell, et écrit une mise en musique du poème en quenya « Namárië ». Tolkien apprécie les compositions de Swann, hormis le « Namárië » : pour lui donner une idée de ce qu'il avait en tête, il fredonne un air en plain-chant autour duquel Swann construira la version finale de la chanson.
En juin, Joy Hill, l'employée d'Allen & Unwin chargée des droits sur l'œuvre de Tolkien, présente le baryton William Elvin à Donald Swann. Swann trouve sa voix parfaitement adaptée, et Tolkien juge le nom Elvin « de bon augure ». Le duo interprète le cycle à plusieurs reprises durant cette période, notamment lors d'une fête donnée à Merton College à l'occasion des noces d'or de Tolkien, le 23 mars 1966.
The Road Goes Ever On est publié le 31 octobre 1967 aux États-Unis chez Houghton Mifflin. Allen & Unwin publie le livre sur le sol britannique en mars de l'année suivante. Le lancement du livre au Royaume-Uni est marqué par une réception au Crosby Hall de Chelsea le 14 mars, durant laquelle Donald Swann et William Elvin interprètent le cycle devant les caméras de la BBC, tandis que Tolkien évite avec soin les journalistes en quête d'interviews. Le livre est édité au format paperback par l'éditeur américain Ballantine Books en octobre 1969.

### Rééditions
La deuxième édition de The Road Goes Ever On est publiée en 1978  (ISBN 0047840110). Par rapport à la première, elle comprend une nouvelle version de l'avant-propos de Donald Swann et un huitième morceau, Bilbo's Last Song, composé par Swann après l'enterrement de Tolkien, en 1973. Cette chanson est aussi sortie séparément.
La troisième édition, parue en octobre 1993 en Allemagne chez l'éditeur hambourgeois Olaf Hille Buchverlag, comprend un autre morceau : Lúthien Tinúviel, tiré du Silmarillion. HarperCollins a réédité cette troisième édition en 2002  (ISBN 0-00-713655-2) avec un CD reprenant l'enregistrement du cycle de 1967 (mais sans les lectures de Tolkien) et en supplément les deux titres supplémentaires interprétés par Swann, Elvin et Clive McCrombie. Cette édition est actuellement épuisée.

## Enregistrements
Le cycle a été enregistré le 12 juin 1967 par Donald Swann et William Elvin pour une parution en 33 tours qui se fait à l'automne 1967 sous le titre Poems and Songs of Middle Earth [sic]. La première face comprend cinq poèmes des Aventures de Tom Bombadil lus par Tolkien, tandis que la deuxième face reprend l'enregistrement du cycle. Ce disque est depuis longtemps épuisé et très difficile à trouver.
Le 10 juin 1995, le cycle musical est interprété sous les auspices de la Tolkien Society néerlandaise à Rotterdam par le baryton Jan Krediet, le chœur EnSuite et Alexandra Swemer au piano. Un enregistrement de ce concert est sorti en édition limitée.

## Liste des morceaux

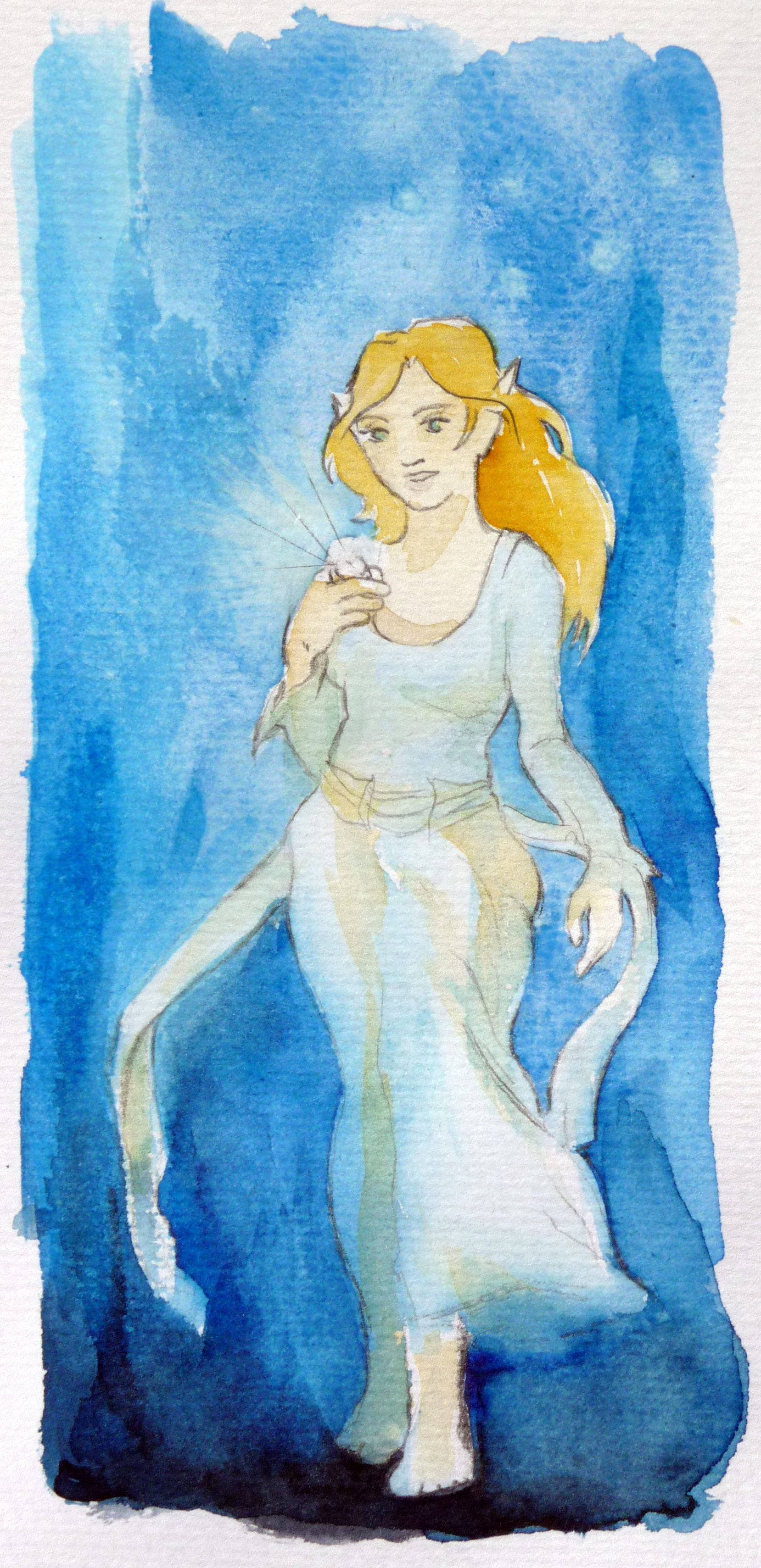
Le Namárië est chanté par Galadriel dans Le Seigneur des anneaux.

Le cycle original comprend huit chansons :
1. The Road Goes Ever On « La route se poursuit sans fin ». Tiré de La Communauté de l'anneau (Livre I, chapitre 1).
2. Upon the Hearth the Fire is Red « Dans l'âtre, le feu est rouge ». Tiré de La Communauté de l'anneau (Livre I, chapitre 3).
3. In the Willow-meads of Tasarinan « Dans les saussaies de Tasarinan ». Tiré des Deux Tours (Livre III, chapitre 4).
4. In Western Lands « Dans les pays de l'Ouest ». Tiré du Retour du roi (Livre VI, chapitre 1).
5. Namárië Tiré de La Communauté de l'anneau (Livre II, chapitre 8).
6. I Sit Beside the Fire « Assis près du feu, je pense ». Tiré de La Communauté de l'anneau (Livre II, chapitre 3).
7. A Elbereth Gilthoniel Tiré de La Communauté de l'anneau (Livre II, chapitre 1).
8. Errantry « Errance ». Tiré des Aventures de Tom Bombadil.

Les chansons suivantes ont été ajoutées par la suite et n'appartiennent pas au cycle à proprement parler :
1. Bilbo's Last Song Poème publié en 1974. Introduit dans la deuxième édition du livre.
2. Lúthien Tinúviel Tiré du Silmarillion (chapitre 19). Introduit dans la troisième édition du livre.

## Critique et analyse

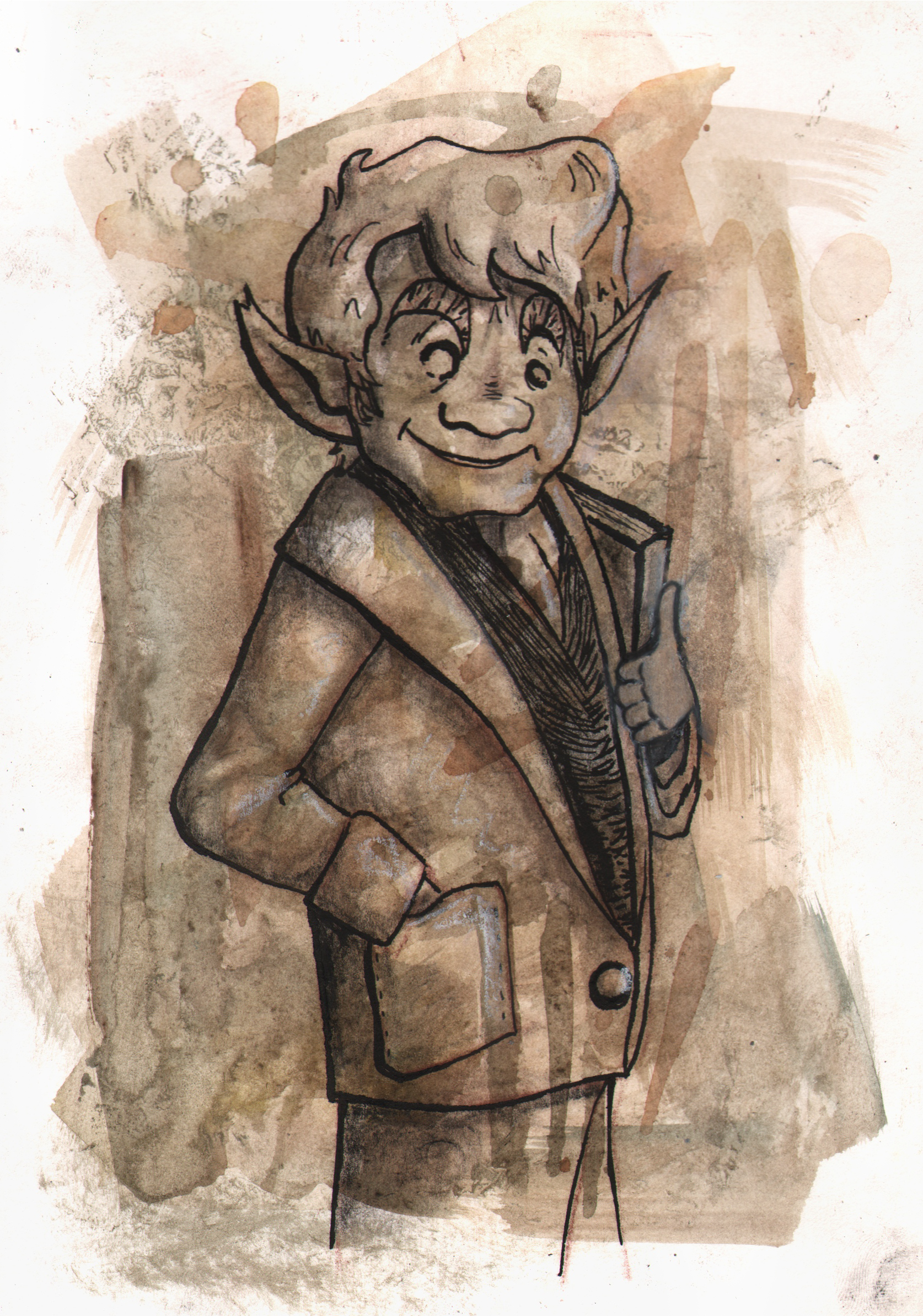
Dans le cadre de la fiction, le hobbit Bilbon Sacquet est l'auteur des poèmes The Road Goes Ever On, Upon the Hearth the Fire is Red, I Sit Beside the Fire et Errantry.

La plupart des morceaux écrits par Donald Swann rappellent la musique traditionnelle anglaise (en) ou la musique folk. Leur structure très simple correspond au caractère rustique des hobbits censés être les auteurs de la plupart des poèmes. Ainsi, In Western Lands, chanté par Sam Gamegie, apparaît dans une mélodie simple en fa majeur qui représente sa vision simple du bonheur.
Avec les deux poèmes en langues elfiques, In the Willow-meads of Tasarinan est le seul à ne pas être d'origine hobbite : il est dit par l'Ent Sylvebarbe dans Les Deux Tours. L'arrangement de Swann, en ré mineur, traduit la force et la détermination du personnage.
Pour David Bratman, The Road Goes Ever On et plus particulièrement le Namárië reflètent clairement l'importance de la musique dans l'œuvre de Tolkien. Ainsi, le Namárië fredonné par Tolkien est très proche de celui qu'il avait chanté pour George Sayer treize ans plus tôt : Swann s'est contenté d'ajouter une introduction instrumentale, un interlude et une coda. Choisir le chant grégorien pour représenter la musique elfique vise peut-être à refléter la proximité avec le divin. Dans le reste du cycle, Swann ne tente pas « d'écrire une authentique musique de la Terre du Milieu », mais seulement « des chansons modernes au piano ».
Outre les partitions de Donald Swann, The Road Goes Ever On inclut en appendice deux calligraphies en tengwar des poèmes Namárië (quenya) et A Elbereth Gilthoniel (sindarin) réalisées par Tolkien, accompagnées de leurs traductions, d'indications prosodiques et de glossaires. Si le Namárië était déjà traduit dans Le Seigneur des anneaux, ce n'était pas le cas du A Elbereth Gilthoniel, qui est donc resté indéchiffrable pour les lecteurs pendant plus de dix ans. Les annotations de Tolkien font de The Road Goes Ever On un ouvrage crucial dans l'étude des langues de la Terre du Milieu : il constitue en fait l'une des deux principales sources à leur sujet parues du vivant de leur auteur, avec Le Seigneur des anneaux.

## Réception
Dès sa sortie, The Road Goes Ever On attire des réactions contrastées : pour certains, les arrangements de Swann sont trop vieillots ou trop peu « hobbitesques », tandis que d'autres saluent leur clarté et leur charge émotionnelle.
Ainsi, dans son compte-rendu de l'album Poems and Songs of Middle Earth, le critique anonyme du English Journal (en) remarque que les compositions de Swann évoquent généralement des lieder, hormis Errantry, plus proche des patter songs (en) de Gilbert et Sullivan, et Namárië, « la mélodie la plus appropriée et la plus émouvante de toutes ». À l'inverse, le critique de l'Irish Press estime que « ce quasi-pastiche de music hall […] constitue une piètre base pour des chansons se voulant sérieuses ».
David Bratman déplore que The Road Goes Ever On n'ait jamais reçu l'attention que mériterait « un cycle élaboré, dont les chansons sont intégrées dans un ensemble plus vaste et arrangées avec goût et expressivité ». Selon lui, cette situation est due à la retenue et la minutie excessive de l'enregistrement de 1967 : il souligne que les interprétations du cycle lors des Mythopoeic Conferences ont reçu un excellent accueil de la part du public présent. Estelle Jorgensen, professeur d'éducation musicale à l'université de l'Indiana, considère quant à elle que le cycle constituerait un excellent sujet d'étude dans les écoles, en permettant d'aborder les rapports entre mythologie et musique à l'aide de chansons aux messages positifs.